# Athertonium parvum
Athertonium parvum is een keversoort uit de familie Boganiidae. De wetenschappelijke naam van de soort is voor het eerst geldig gepubliceerd in 1990 door Crowson.